# Kaliły
Kaliły (biał. Калілы, Kaliły; ros. Калилы, Kaliły) – wieś na Białorusi, w obwodzie brzeskim, w rejonie janowskim, w sielsowiecie Laskowicze.

## Historia
W XIX i w początkach XX w. wieś położona w Rosji, w guberni grodzieńskiej, w powiecie kobryńskim, w gminie Motol.
W dwudziestoleciu międzywojennym leżały w Polsce, w województwie poleskim, w powiecie drohickim, w gminie Motol. W 1921 wieś liczyła 385 mieszkańców, zamieszkałych w 114 budynkach, w tym 317 tutejszych i 68 Polaków. 345 mieszkańców było wyznania prawosławnego i 40 rzymskokatolickiego.
Po II wojnie światowej w granicach Związku Sowieckiego. Od 1991 w niepodległej Białorusi.